# حارات (مذيخرة)

تعديل مصدري - تعديل

حارات محلة تابعة لقرية الضاهية، التابعة لعزلة الجوالح بمديرية مذيخرة إحدى مديريات محافظة إب في الجمهورية اليمنية، بلغ تعداد سكانها 98 حسب تعداد اليمن لعام 2004.